# أوستين بي. غاريتسون
أوستين بي. غاريتسون (بالإنجليزية: Austin B. Garretson) هو نقابي أمريكي، ولد في 4 سبتمبر 1856 في وينترست في الولايات المتحدة، وتوفي في 27 فبراير 1931 في سيدار رابيدز في الولايات المتحدة.